# Agonimia
Agonimia Zahlbr. (drobik) – rodzaj grzybów z rodziny brodawnicowatych (Verrucariaceae). Ze względu na współżycie z glonami zaliczany jest do grupy  porostów.

## Systematyka i nazewnictwo
Pozycja w klasyfikacji według Index Fungorum: Verrucariaceae, Verrucariales, Chaetothyriomycetidae, Eurotiomycetes, Pezizomycotina, Ascomycota, Fungi.
Synonimy nazwy naukowej: Agonimiella H. Harada:
Nazwa polska według W. Fałtynowicza.

## Gatunki występujące w Polsce
- Agonimia allobata (Stizenb.) P. James 1992 – drobik orzastkowy
- Agonimia gelatinosa (Ach.) M. Brand & Diederich 1999 – drobik galaretowaty
- Agonimia opuntiella (Buschardt & Poelt) Vězda 1997 – drobik orzastowy
- Agonimia repleta Czarnota & Coppins 2000 – drobik maleńki
- Agonimia tristicula (Nyl.) Zahlbr. 1909 – drobik ciemny

Nazwy naukowe na podstawie Index Fungorum. Nazwy polskie według checklist Fałtynowicza.